# ゲレディ・スルタン国

ゲレディ・スルタン国
Saldanadda Geledi
سلالة غلدي 

ソマリア南部、1915年のゲレディ・スルタン国と周辺地域

ゲレディ・スルタン国 (ソマリ語: Saldanadda Geledi, アラビア語: سلطنة غلدي) またはゴブローン朝 は、17世紀後半から19世紀にかけてアフリカの角の一部を支配するソマリの君主国 。スルタン国はゴブローン朝によって支配されていた。ゲレディ・スルタン国はゲレディの兵士、イブラヒム・アデールが、アジュラーン・スルタン国の様々な属国を倒し、大きな政治的権力を行使できるようになるまで高めたことで成立した。 ムハンマド・イブラヒムによる国家の統一に続き、王朝はユースフ・ムハンマド・イブラヒムの治世下で最盛期に達した。ユースフ・ムハンマド・イブラヒムは1843年のバルデラの征服でゲレディ経済の近代化に成功し、地域の脅威を排除し、オマーン帝国の支配者であるサイード・ビン・スルタンから朝貢を受け取ったゲレディ・スルタン国は地域との強い結びつきがあり、スワヒリ海岸の パテとウィトゥの両スルタン国と同盟を結んだ ゲレディの貿易と国力は、アフメド・ユスフが1878年に死ぬまでは強力なままであった。スルタン国は最終的に1911年、イタリア領ソマリランドに併合された

## 起源
17世紀末、アジュラーン・スルタン国は衰退の一途をたどり、さまざまな属国が離脱し、新たに現れたソマリアの勢力に吸収されていた。そこに現れた勢力の1つがシルシス・スルタン国で、シルシスはアフゴーイ地域の支配を固め始めた。イブラヒム・アデールはシルシスの支配者、ウマル・アブロネと、その抑圧的であった娘、ファイ王女に対する反乱を起こした シルシスに勝利した後、 イブラヒムはスルタンを名乗り、「ゴブローン朝」を建国した。
ゲレディ・スルタン国はラハンウェイン氏族であった。であり、君主国はゲレディ支族の貴族に支配され、領土は内陸のジュバ川とシェベリ川、そしてベナディール海岸を支配していた。ゲレディ・スルタン国は南アラビア諸国に朝貢を強要するほどの国力を持っていた
ゲレディ内の貴族はオマル・アル＝ディンの子孫であると主張している。オマルは他に3人の兄弟がおり、ファクルと、異なる名前、シャムス、ウムディ、アラヒ、アフメドの名が付けられている他の2人がいた。共に彼らは 「アファルタ・ティミド」「やってきた4人」と呼ばれ、これはアラビアに出自があることを示した。アラビアの出自を主張した理由は、正当性によるものだった

## 官僚制度
ゲレディ・スルタン国は存在した間、その強力な中央集権制度を発揮し、官僚制、世襲貴族、貴族階級、課税制度、外交政策、国旗、常備軍など近代国家の全ての制度と要素を備えていた。
偉大なゲレディ・スルタン国はその活動に関する文書記録も管理し、それらは今でも博物館に存在している
ゲレディ・スルタン国の首都はアフゴーイにあり、ゲレディの支配者が居住していた。スルタン国は領内各地ルークやバルデラの城砦など、 さまざまな建築様式の城や砦を多数保有していた
ゲレディ・スルタン国の最盛期には現在のソマリアのすべての ディギル支族とミリフレ支族を支配していた。スルタン国をゲレディ連合と呼ぶこともある。連合はディギル支族とミリフレ支族にとどまらず、ビマール支族はシーハール支族、そしてワクダーン支族のような他のソマリも取り込み、間接的ながらも柔軟な行政を推進した。ゲレディの支配者たちは首長、イマーム、シェイク (宗教指導者), アヒヤール (有名な長老)などがスルタン国の運営に重要な役割を果たすことを許した。ゲレディの支配者はスルタン国の政治的頂点であるだけでなく、宗教的な指導者でもあると考えられていたアヒヤールは殺人などの事件を和解させて解決し、裁定の後、アル＝ファーティハを暗唱する長老であって、不正が行われた際は二つの異なる系譜のグループ間の双方のアヒヤールの間で「ゴーグル」と言う会議が開かれた

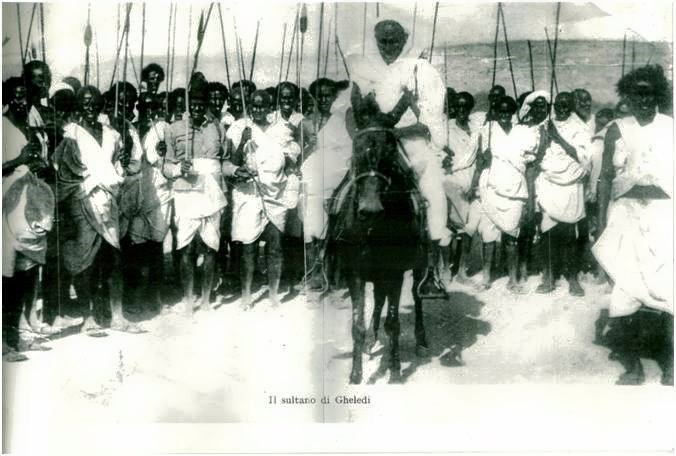
スルタン・オスマン・アフメド (騎乗してる人物)とスルタンのマムルーク兵

スルタンは危害を加えようとする人物から身を守るため、武装した奴隷兵からなる護衛を常につけていた。「ウル・ハイ」はゲレディ支族の下位支族との仲介者となり、スルタンの指示を受けた スルタンの権威の象徴はターバンであった。スルタンのターバンはアビーカロウ支族の長老によってスルタンに戴冠させた
ゲレディ・スルタン国はスルタン国の特定の地域をスルタンの近親者に統治させ、その近親者が大きな権力を振るうと言う明確な権限移譲による政治も行った。
スルタン・アフメド・ユスフの治世は英国議会に以下のように評された。
ソマリ人のルフワイナという部族、ブラバとメルカ、そしてモガディシオの後背地に住むこの部族と他の部族の首長は後者の街から1日以内の行軍で到着するガルヘドに居住するアフメド・ユスフである。さらに2日内陸へと入った所にあるダフェルトは、アフメドの兄弟であるアウェカ・ハッジが統治する大きな町である。これらの町はルフワイナ族の主要な町である。マルカから4、5時間、または6時間ほどのところにゴルヴェーン(ゴルウェイン)、ブロ・マレールタ、そしてアドルモという町があり、統治者はアボボクル・ユスフであり、アフメドの兄弟であり、彼は名目上、最初に名前を挙げた首長の指揮下にあるが、アボボクル自身の勘定で税を徴収し、マルカやブラヴァの支配者の直接交渉した。アボボクルは2000人の兵士(奴隷が主体)と共にブロ・マレタに住んでいる。アボボクルがしばしば訪れているグルヴェーンとアドルモの町は、農作物や牛を育てるソマリ人が住んでおり、メルカとは大きな貿易をしている スルタン・アフメド・ユスフの兄弟、アボボクル・ユスフは、バナディールの港湾群、ブラバとマルカの対岸の土地を管理し、ブラバからの貢物も受け取っていた。アボボクルはブラバに使者を送り貢物をもらうのが常であり、年間で2,000ドルを受け取っていた
1880年代から第一次世界大戦までのアフリカ分割時代、ゲレディは北方を後にエチオピアの半独立した属国となるフワン、東方をホビョ・スルタン国とイタリアのベナディール、南方を英領東アフリカに囲まれていた

## 経済

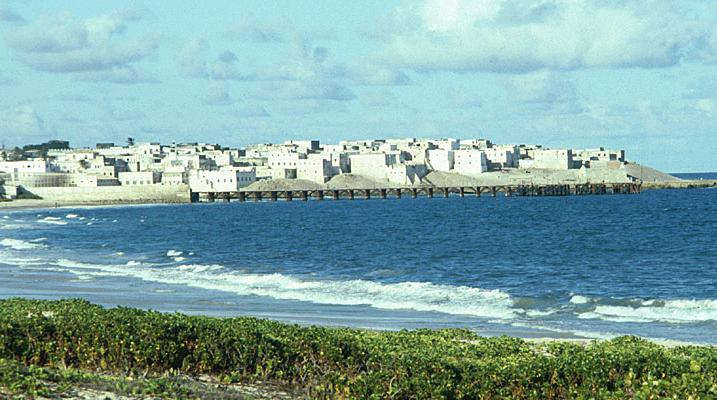
バラワはゲレディ・スルタン国の主要港であり、そしてイスラムの中心地であった

ゲレディ・スルタン国は広大な交易網を維持し、アラビア、ペルシア、インド、近東、ヨーロッパと交易関係を持ち、東アフリカでの貿易を支配し、独自の通貨を鋳造し、地域大国として認識されていた。
ゲレディの場合は、貴族たちやスルタンを富ませたのはシェベリ川やジュバ川の河谷を利用した市場開拓だけでなく、奴隷貿易や象牙、綿花、鉄、金などの貿易にもよるものだった。一般にゲレディでは牛、羊、ヤギ、ニワトリなどの家畜が飼育された
19世紀初頭までにゴブローン朝は宗教的な威信を強大な政治的権力に変え、ますます中央集権的で富裕な国家となった。上に述べたように、ゲレディの富は肥沃な河岸の支配に基づくものであった。ゲレディは沿岸部の港から得られる奴隷の労働力を利用し、伝統的な牧畜と自給自足の農業への依存状態から、徐々にプランテーション農業と穀物、綿花、とうもろこし、ソルガム、バナナ、サトウキビ、トマト、スカッシュなどの様々な果物や野菜といった換金作物の栽培に経済基盤を移行させた。この地域は歴史的な隊商路が縦横に走り、河川での交易が海岸と内陸の市場を結びつけた この時期にはアラビア市場のソマリアからの農産物の輸出は非常に大きく、南ソマリア沿岸はイエメンとオマーンにとっての「穀物海岸」として知られるようになった
スルタン国の首都であるアフゴーイは非常に富裕で巨大な都市だった。アフゴーイは製織、製靴食卓用食器類の生産、宝石加工, 陶磁器の製産など産業も盛んであり、さまざまな製品を製造していた。アフゴーイは外国産の織物、砂糖、ナツメヤシ、銃器などと引き換えにダチョウの羽毛やヒョウの皮、アロエなどを運ぶ隊商の交わるところであった。アフゴーイの人々は肉やミルク、ギーのために様々な家畜を飼育していた。アフゴーイの農民は大量の果物や野菜を生産していた
アフゴーイ商人はアフゴーイの富を誇り、特にその中でも最も裕福な人はこのように言い放った
Moordiinle iyo mereeyey iyo  mooro lidow, maalki jeri keenow kuma moogi malabside. モールディーンレス、 メレーイェイ、リドウの富を全て持ってこい、私はほとんどそれを気にかけない

## 軍事

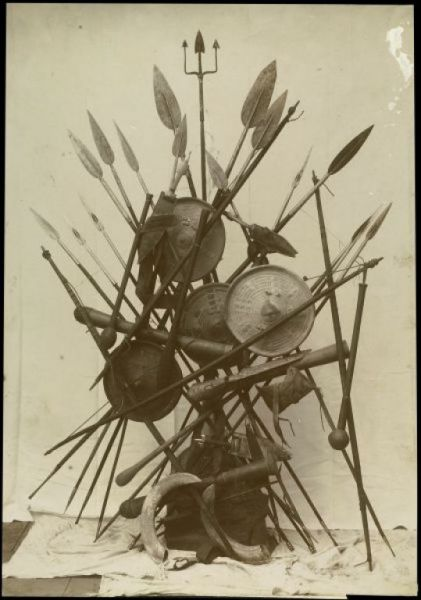
ゲレディ/ラハンウェインの伝統的な武器

ゲレディ軍は平時で約20,000人、戦時は最大で50,000人の兵力を有したゲレディ軍の最高指揮官はスルタンとスルタンの兄弟であり、その下には「マラーフ」と「ガラード」を従えていた。ゲレディ軍には東アフリカの武器貿易を支配していたソマリア沿岸商人によってライフルとカノン砲が供給されていた。
最も質の高い馬はルークで育てられ、成熟した後は軍隊に送られた。それらの馬は軍事目的で使用され、内陸部や沿岸部には軍隊のシェルターとなる石造りの要塞が多く建てられた。ゲレディ各州の兵士はマラーフと呼ばれる司令官の指揮下に置かれ、沿岸部やインド洋での貿易は強力な海軍に保護されていた

## 社会
ゲレディ社会は3つの区分に分けられ、ヘランダーが使用した用語によれば、それは貴族、平民、そして奴隷である。これらのカーストはそれぞれゲレディ社会を構成するいくらかの系統の集団からなり、その系統はトルウェイネとイェブダーレの2つに分けられそれぞれ町の一角に住んでいる。貴族は昔ながらの社会においては支配層を形成していたが、それは平民階級の支持に基づいていた。

### 貴族
貴族階級は社会の支配者であった。しかし、ゲレディ支族の一員も、その大半が支配者ではないにもかかわらず、全員が貴族階級と見做された。貴族階級はゲレディ支族だけでなく、ゲレディ・スルタン国領にはゲレディの系譜に属さない多くの地域の支配者がいた

### 平民
平民は主に非ゲレディのソマリ人からなる都市民、農民、牧畜民、役人、商人、技術者、学者、兵士、職人、港湾労働者、その他にも様々な職業で構成された典型的な市民であった

### 奴隷
奴隷の多くはバントゥー人の出身であり、労働力として使役された。男は農民の奴隷所有者に率いられて農業の労働者として働き、一部は技術者に指揮されて建設労働者として働いた。また、奴隷は軍隊に雇われ、他のゲレディ軍とは分離され、奴隷兵士を意味するマムルークとして分かれていた。女性は家内奴隷として働き、食事、料理、洗濯、子供や老人の世話、その他の家事などの奉仕を主人に行うこととなった。また、女奴隷はあらゆる種類の性的な接触に関して見下されて、魅力的ではないとみなされていた
バントゥーは奴隷に限定されていたわけではなかった。オロモ人は襲撃や戦争の後に奴隷化されることがあった しかし、オロモ人とバントゥー人の奴隷への認識、捕縛、 扱い、義務には著しい違いがあった。個人単位においては、オロモ人はソマリ人の所有者から人種的に劣った存在とは見做されていなかった オロモ人はバントゥー人と同様の役割をはたしたにもかかわらず、同様には扱われなかった。最も運の良いオロモ人の男性は支配者、首長、役人の護衛として、または裕福な商人のマネージャーとして働き、大きな個人の自由を享受しており、時として奴隷を所有することもあった 多くのオロモ女性は美しさを買われて、 ソマリ人所有者にとって正当な性的パートナーと見做され、 ソマリ人所有者の妻や妾ともなったが、他には家事使用人になる女性もいた。最も美しいオロモ人女性はしばしば、裕福な生活を楽しみ、エリート層の妻や支配者の母親となった者もいた

## 支配者
ゲレディ・スルタン国の支配者らの詳細な経歴
| # | スルタン                     | 治世                         | 備考 |
| - | ---------------------------- | ---------------------------- | --- |
| 1 | イブラヒム・アデール         | 17世紀後半から18世紀半ばまで | アジュラーン・スルタン国を破り、ゲレディ・スルタン国を建国したゴブローン朝の最初の支配者 |
| 2 | マハムド・イブラヒム         | 18世紀半ばから1828年         | ゴブローン朝の権力を統合し、ムルサデの同盟を組み、シルシスの脅威を終わらせた |
| 3 | ユスフ・マハムド・イブラヒム | 1828年 - 1848年              | ユスフの支配の始まりはゲレディの黄金時代の始まりを示した。ゲレディはバルデラのジャマアを破壊し、 ゲレディ経済を革命的に変化させた。オマーン帝国 の支配者、サイード・ビン・スルタンを朝貢させた |
| 4 | アフメド・ユスフ             | 1848年 –1878年               | 1848年に父が打ち破られた後、バナディール海岸を侵略から守り、ゴブローン朝の権力を再建した |
| 5 | オスマン・アフメド           | 1878年-1910年                | 父からスルタン位を受け継いだ。オスマンの治世はゲレディ・スルタン国の終焉であった。ルークの戦いではエチオピア軍を、フドゥルの戦いではダラーウィーシュ軍を破った                                 |

## ゲレディ・スルタン国の遺産
ゲレディ・スルタン国は豊かな遺産を残したが、それらは人々の間の記憶に残り、強力なスルタンやスルタン国時代の高貴な人々について詠われた詩の中で生きている。1989年、ヴァージニア・ルリングがアフゴーイを訪れた際、ゲレディ支族の「ラーシン」(詩人)はソマリア政府による土地の収奪という常に存在する問題について詠った。スルタン・スブゲは共同体を助けるように頼まれ、そして数世紀前の伝説的なゴブローン朝の祖先のことを思い起こした
「The law then was not this law 」はアフゴーイ、ヒラーベイ、ムーセ・クスマーン、アブカル・カリ・ゴイトウの主要な「ラーシン」らによって、現在の指導者であるスルタン・スブゲに向けて演じられた
ここでは、ゴイトウによって演じられた詩の中で最も豊かなものを選んだ。

| Ganaane gubow gaala guuriow Gooble maahinoo Geelidle ma goynin Gembi iyo waran guraantiis aa loogu soo gayooday, Gooble Gacalkiisa guri curad aa looga soo guuray Haddana nin walba aa Soo gamgamohaayo, goofka beereed waa la goostay, gelgeshii Gaashada daaqeysana waa la goostay, gunta intee la geyn doonaa? Gobroontii soo gaartay Gobroontaan ma ahayn, gargooye Ibraahim Cumar Xaaji goodaalka adunyada markii joogeen, Awow Gaduud Cali - Mahinoo - Awow Gaduud Cali Abukar, Yusuf Maxamuud iyo goodaalka Addunka markii joogeen, ganuunka ganuunkan ma ahayn, Awow Gudgudoome Cumar Adeerow goodaalka aduunka markii joogeen Ganuunka ganuunkan ma ahayn. Beereed waa la goostay, gelgeshii Gaasha la la goostay, gaasha intee loola guuraa ? Ganaane gubowow, gaala guuriow-aa Gelgeshii la goostay go'aan maad ka gaart-aa (gaartay) ? | You who burnt Ganaane and chased away the infidels Did you not separate from the Geelidle and come to Gooble (Afgooye)? We endured war and the point of the spear For the love of Gooble we left our first home And now everyone crowds in here, they have taken our cleared farmland They have taken the pasture where the herds grazed - where will the people be led ? The Gobroon who first arrived here are not these Gobroon When the giver of judgment Ibraahim Cumar Xaaji the pillar of the world was alive and Aw Gaduud Cali Is it not so ? - Aw Gaduud Cali Abukar, and Yusuf Maxamuud the pillar of the world While they were alive the law was not this law When the giver of decisions Aw Cumar Adeerow was in the world the law was not this law Now everyone crowds in, they have taken the cleared farmland, They have taken the pasture of the herds where will we move the herds? You who burnt Ganaane and chased away the infidels Have you reached a decision about the stolen pastures? |
| —Abubakr Cali Goitow The law then was not this law | |

## 備考
1. ↑  ジャマ・オマル・イッサの査読に関しては、google scholarのリンクの「jaamac cumar ciise」と書かれたところの下にある113の査読を参照link.